# John Lumsden (futbolista nacido en 1942)
John Lumsden (Heanor, 1 de julio de 1942 - ibídem, 19 de febrero de 2014) fue un futbolista británico que jugaba en la demarcación de defensa.

## Biografía
Empezó su carrera como futbolista en las categorías inferiores del Aston Villa FC. Tras subir al primer equipo y permanecer en él durante una temporada, se fue al Arsenal FC Academy. En 1962 fichó por el Workington AFC, club en el que más partidos y goles cosechó, con un total de 290 y 7 respectivamente. Después de seis años en el equipo, fue traspasado al Chesterfield FC para las tres temporadas siguientes, donde jugó 94 partidos, aunque no anotó ningún gol. Dos años después de su debut en el club, ganó la Football League Two. En 1971, el Heanor Town FC se hizo con sus servicios hasta 1974, año en el que se retiró como futbolista a los 32 años de edad.
Falleció el 19 de febrero de 2014 a los 71 años de edad.

## Clubes
| Club               | País       | Año         | Partidos | Goles |
| ------------------ | ---------- | ----------- | -------- | ----- |
| Aston Villa FC     | Inglaterra | 1959 - 1960 | 0        | 0     |
| Arsenal FC Academy | Inglaterra | 1960 - 1962 | ¿?       | ¿?    |
| Workington AFC     | Inglaterra | 1962 - 1968 | 290      | 7     |
| Chesterfield FC    | Inglaterra | 1968 - 1971 | 94       | 0     |
| Heanor Town FC     | Inglaterra | 1971 - 1974 | ¿?       | ¿?    |

## Palmarés

### Campeonatos nacionales
| Título              | Club            | País       | Año  |
| ------------------- | --------------- | ---------- | ---- |
| Football League Two | Chesterfield FC | Inglaterra | 1970 |